# La Patrie Serbe
La Patrie Serbe је био часопис Срба у Паризу који је излазио од октобра 1916. до децембра 1918. на француском језику. Уредник је био Драгомир Иконић. Миливоје Миленковић је о овом листу записао: У то време почео је да делује и клуб интелектуалаца и политичара, основан је часопис „Ла Патри Серб“ чији је уредник Драгомир Иконић, он је тако рећи деловао по званичној државној линији, бавио се пропагандом и политиком, борио се за спасавање и збрињавање избеглица.